# Don Walsh
Don Walsh (Berkeley, 2 de novembro de 1931 – Óregon, 12 de novembro de 2023) foi um oceanógrafo norte-americano, explorador e especialista em política marinha. Ele e Jacques Piccard estavam a bordo do batiscafo Trieste quando ele fez uma descida máxima recorde para o Challenger Deep em 23 de janeiro de 1960, o ponto mais profundo dos oceanos do mundo. A profundidade foi medida a 35 813 pés (10 916 m), mas medições posteriores e mais precisas a mediram a 35 798 pés (10 911 m).

## Biografia
Walsh está associado à ciência, engenharia e política marítima dos oceanos há mais de cinquenta anos. Ele foi comissionado como oficial da Marinha dos Estados Unidos após se formar na Academia Naval dos Estados Unidos em 1954. Ele atingiu o posto de capitão quando se aposentou. Ele passou quinze anos no mar, principalmente em submarinos, e foi um comandante de submarino. Ele também trabalhou com pesquisa e desenvolvimento relacionados ao oceano para a marinha.
Atuando como Reitor de Programas Marinhos e Professor de Engenharia Oceânica na Universidade do Sul da Califórnia, Walsh iniciou e dirigiu o Instituto de Estudos Marinhos e Costeiros da universidade e foi membro do conselho de diretores da Omnithruster Inc., um fabricante de manobras marítimas e sistemas auxiliares de propulsão nas proximidades de Santa Fe Springs. Em 1989, sua empresa, International Maritime Incorporated, contratou uma joint venture com o PP Shirshov Institute of Oceanology para estabelecer uma empresa de manutenção subaquática, a Soyuz Marine Service, que continua a operar na Federação Russa. Walsh apoiava as ciências do oceano em seu trabalho no Ocean Sciences Board na Academia Nacional de Ciências.
Walsh morreu no dia 12 de novembro de 2023 aos 92 anos.